# Banga (Carballino)
Banga (llamada oficialmente Santa Baia de Banga) es una parroquia y un lugar español del municipio de Carballino, en la provincia de Orense, Galicia.

## Toponimia
La parroquia también es conocida por el nombre de Santa Eulalia de Banga.

## Organización territorial
La parroquia está formada por ocho entidades de población, constando dos de ellas en el nomenclátor del Instituto Nacional de Estadística español:
- Banga
- Casares
- Cima de Vila
- Cruceiro (O Cruceiro)
- El Campo (O Campo)
- Pazo (O Pazo)
- Souto (O Souto)
- Viñoa

## Demografía

### Parroquia
| Gráfica de evolución demográfica de Banga (parroquia) entre 2000 y 2022 |
|                                                                         |
| Datos según el nomenclátor publicado por el INE.                        |

### Lugar
| Gráfica de evolución demográfica de Banga (lugar) entre 2000 y 2022 |
|                                                                     |
| Datos según el nomenclátor publicado por el INE.                    |